# Uniforme escolar chileno

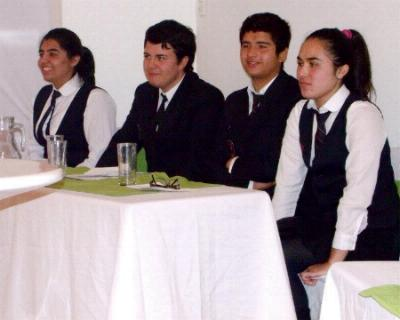
Uniforme escolar chileno, conocido como «uniforme de pingüino» por sus tonos monocromos.

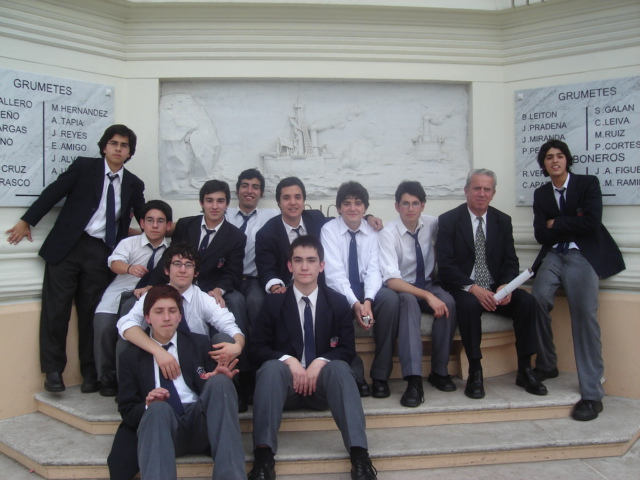
Alumnos del Instituto Nacional con el tradicional uniforme escolar chileno.

El uniforme escolar chileno es el uniforme escolar utilizado en Chile por la gran mayoría de las instituciones educativas de enseñanza básica y media.

## Historia
Hasta 1930, no era muy común que las escuelas y colegios impusieran un uniforme para sus alumnos. Por ejemplo, los institutos dependientes del Estado no exigían uniforme, aunque algunos, como el Instituto Nacional, exigían presentarse en tenida formal. Fue en el gobierno de Carlos Ibáñez del Campo que se estableció la obligatoriedad de que las instituciones de educación primaria y secundaria establecieran tenida uniformada para los estudiantes. Las razones para ello son variadas, pero la principal era el intento de eliminar la discriminación y promover la educación, en un país con una considerable tasa de niños sin estudiar. Si bien esto último no llegó a prosperar, el uniforme se impuso como distintivo entre la educación escolar y la universitaria, que no aceptó la imposición de tal medida.

Escolar chileno de colegio privado.

Durante el gobierno de Eduardo Frei Montalva (1964-1970), y en el marco de la reforma educacional implementada durante su gobierno, se estableció un uniforme escolar unificado para todas las instituciones educacionales, fuesen públicas o privadas. Esta medida se mantuvo, con algunas modificaciones, hasta 1995.
Aunque de acuerdo a la legislación chilena, ningún establecimiento puede exigir el uso de uniformes escolares, esto es aplicado en la mayoría de las escuelas, tanto públicas como privadas. El uniforme más tradicional estaba compuesto para el caso de los hombres de camisa blanca (aunque existen algunas excepciones de color celeste), chaqueta azul marino y pantalón gris, mientras el femenino consta de camisa blanca y sobre ella, un vestido azul marino sin mangas llamado jumper. A esta indumentaria se agregan para ambos sexos jerséis azul marino y medias del mismo color. Los colores de este uniforme (blanco, azul marino y gris) les han dado a los estudiantes chilenos el apelativo de "pingüinos", nombre que popularizaron en la llamada Revolución de los pingüinos, una serie de protestas secundarias en el año 2006.

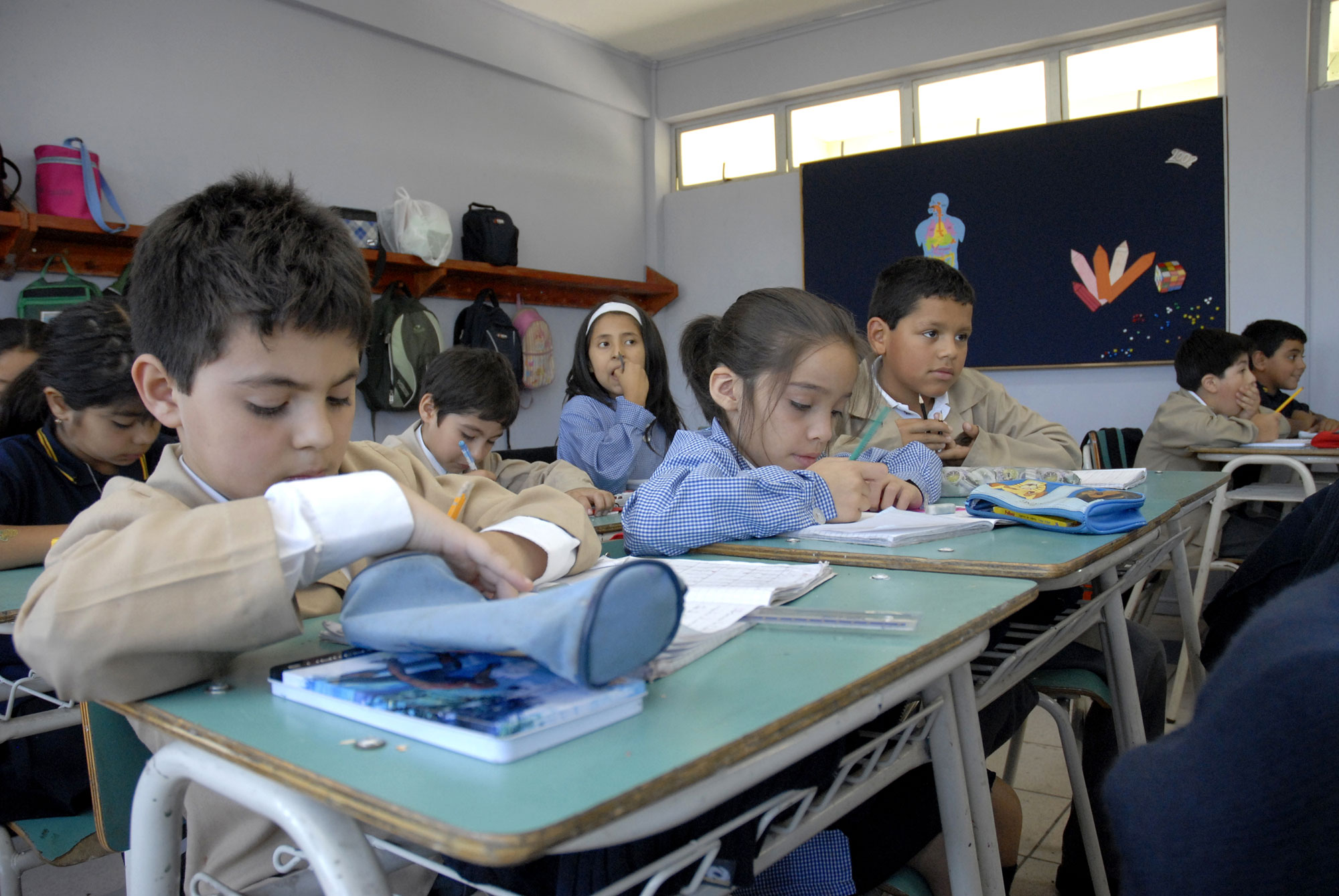
Escolares trabajando con delantal de tartán blanco y celeste (las niñas) y cotona marrón claro (los varones).

En los cursos menores, al uniforme se le agrega tradicionalmente una cotona en el caso masculino o delantal en el femenino, que son trajes similares a las batas. La cotona es comúnmente de color marrón (o café) claro y el delantal femenino, de tartán (o cuadrillé) blanco y celeste, o ambos trajes de color blanco. Antiguamente, los alumnos de hasta 14 años eran diferenciados usando el pantalón hasta la rodilla, costumbre que ha desaparecido en la actualidad.
Desde mediados de la década 1990, el tradicional uniforme escolar comenzó a desaparecer gradualmente, principalmente en las escuelas privadas y subvencionadas, que han preferido utilizar diseños y colores propios que permitan la identificación del alumno con el establecimiento. El jumper ha dado paso a faldas de diversos tonos y pliegues, y las camisas comenzaron a ser reemplazadas por camisetas o poleras de pique, especialmente durante el verano.
No obstante, existen algunos establecimientos que conservan el tradicional uniforme de forma inalterada, incluso en los últimos años, varios establecimientos que usan uniformes con colores distintivos han retomado el uso de la camisa o blusa blancos y con chaquetas azul marino o en algunos casos, con otros colores oficiales de su escuela, colegio o liceo, especialmente en ceremonias y actos oficiales.

## Uniforme contemporáneo
El uniforme chileno contemporáneo refleja en general las tendencias mundiales más amplias en materia de uniformes escolares. 
Para los niños, el uniforme suele ser una camisa de vestir blanca y pantalones largos en tonos que van del gris claro al negro. Se pueden incluir corbatas.
Para las niñas, el uniforme suele consistir en un blusa polo de manga corta o una camisa de manga larga, una falda y calzas escolares cortas que deben llevarse bajo la falda. Los calcetines hasta la rodilla son una parte opcional común. 
Las blusas polo pueden variar de color, siendo generalmente blancas o azules, pero las camisas de vestir son siempre blancas. 
Las faldas siguen en su mayoría el diseño que ha surgido como el principal paradigma estilístico de las niñas de escuela secundaria en el mundo occidental y partes de Asia, que es la falda escocesa plisada que se originó en los uniformes escolares católicos, y que en última instancia deriva del kilt escocés. 
El color del tartán de la falda escocesa suele ser azul marino, verde, burdeos o gris claro.
Las calzas escolares suelen ser de color azul marino, con un longitud corto para que siempre queden ocultas en el interior de la falda, y están hechas de algodón (alternativamente, puede tratarse de calzas biker que incluyen lycra, «bike shorts» en inglés).

## Discusiones por el uso de uniformes
Cada cierto tiempo se critica el uso de uniformes, basado en la dificultad que tendrían los padres de alumnos de escasos recursos para conseguir uno. Sin embargo frente a la opción contraria donde no se usara uniforme, se sabe por experiencia internacionales que los alumnos compiten por la ropa de altos costos, donde serían precisamente los niños más pobres los desfavorecidos.
Otro argumento es la identificación de los alumnos al tener insignias o uniformes distintivos.
Argumentos en contra son que los establecimientos escolares enseñen a los menores de edad a la no discriminación, así cada menor podrá usar la ropa que guste.

## Nota
1. ↑  Aunque pueden parecer calzoncillos bóxer de niño, no están pensados como ropa interior.